# Bombardamento di Lubecca
Il bombardamento di Lubecca, condotto dal Bomber Command della RAF la notte del 28 marzo 1942, fu il primo bombardamento a tappeto riuscito sulla Germania nell'ambito di una campagna aerea pianificata per radere al suolo le città tedesche durante la seconda guerra mondiale disarticolando il tessuto economico, civile e morale del Terzo Reich. Esso cagionò un'estesa distruzione del patrimonio edilizio e artistico dell'antica città (la chiesa di San Pietro ad esempio fu finita di riparare solo nel 1987) e la morte di molti civili, mentre numerosi altri rimasero senza casa e lavoro.
Tale tipo di attacco sarà ripetuto qualche mese dopo negli immensi raid dell'operazione Millennium e culminerà nelle successive incursioni su Amburgo e su Dresda.

## Storia

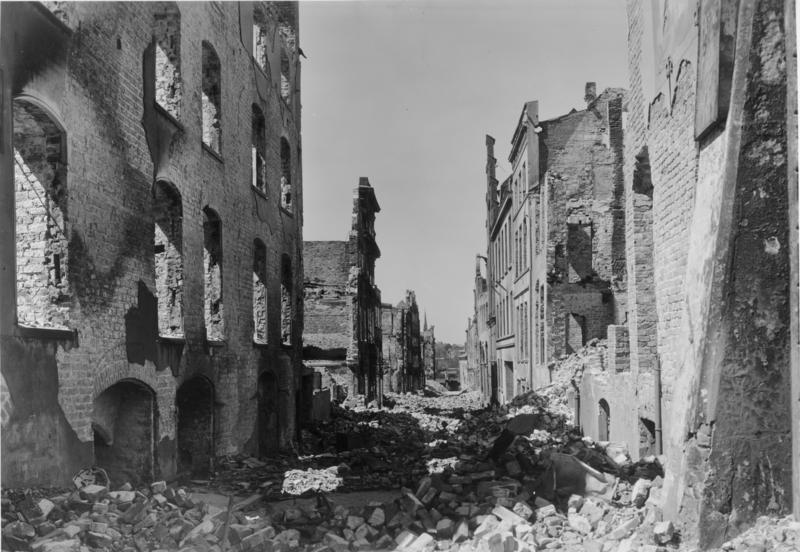
Il centro storico dopo il bombardamento

Lo Stato Maggiore della RAF aveva raccomandato già molti mesi prima del marzo 1942 al Bomber Command (l'unità incaricata delle azioni di bombardamento aereo) di eseguire dei bombardamenti a tappeto sulle città tedesche avvalendosi specialmente di bombe incendiarie. Arthur Harris, comandante in capo del Bomber Command dal 22 febbraio 1942, decise di colpire Lubecca perché il suo centro storico era concentrato in uno spazio ridotto ma fittamente edificato, soprattutto con il legno, perché era debolmente presidiata dalla FlaK e dalla caccia notturna tedesca e perché vi era una vasta zona industriale. L'attacco notturno, che si sarebbe dovuto svolgere la notte del 28 marzo 1942, fu da Harris organizzato nel seguente modo:
- 10 Vickers Wellington dotati del sistema di radionavigazione GEE, pilotati da equipaggi esperti, avrebbero provveduto ad illuminare Lubecca con dei bengala per 15 minuti dopo l'ora zero (le 22:30);
- 15 Short S.29 Stirling e 25 Wellington muniti di GEE avrebbero sorvolato i vari obiettivi scaricandovi sopra bombe incendiarie mentre altri 10 Wellington (pure questi con il GEE) avrebbero fatto cadere ordigni convenzionali. Tempo stimato dell'azione: da 2 a 20 minuti dopo l'ora zero;
- da una a due ore dopo l'ora zero sarebbe entrata in azione la forza principale composta da 109 aerei dotati di carichi incendiari e 65 carichi di bombe convenzionali principalmente del peso di circa 4000 libbre (1814 kg)[7]

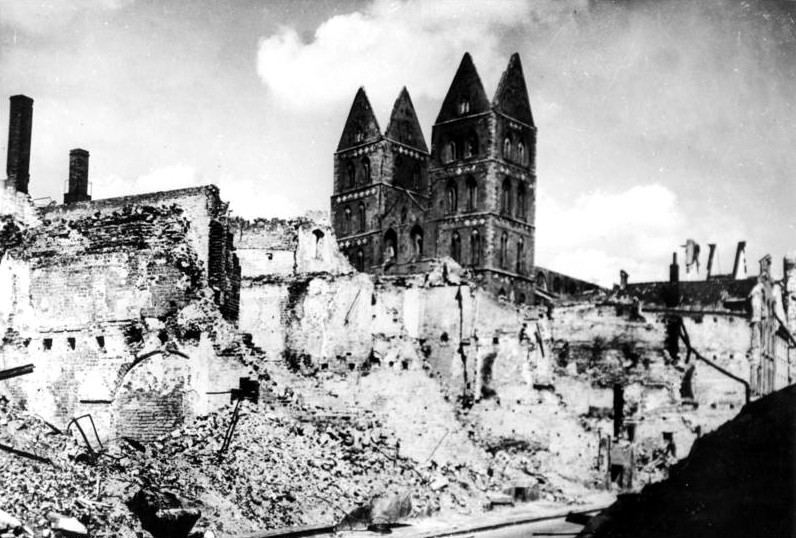
La Marienkirche dopo il bombardamento

L'attacco cominciò puntuale alle 22:30 e rispettò quasi appieno il piano di Harris. La Marienkirche, punto focale per l'attacco al centro storico, fu colpita in pieno così come il mercato gotico, la sede della Reichsbank, altri edifici amministrativi e l'intera città vecchia, coinvolta in numerosi incendi che durarono per giorni. Sganciarono il loro carico 191 aerei su 234, 8 furono abbattuti dalla contraerea e 5 risultarono distrutti o con l'equipaggio catturato a causa della perdita della rotta di navigazione.
Il primo ministro Winston Churchill, dopo i successivi raid su Rostock, si complimentò pubblicamente con Harris anche per l'attacco a Lubecca.

## Danni e vittime

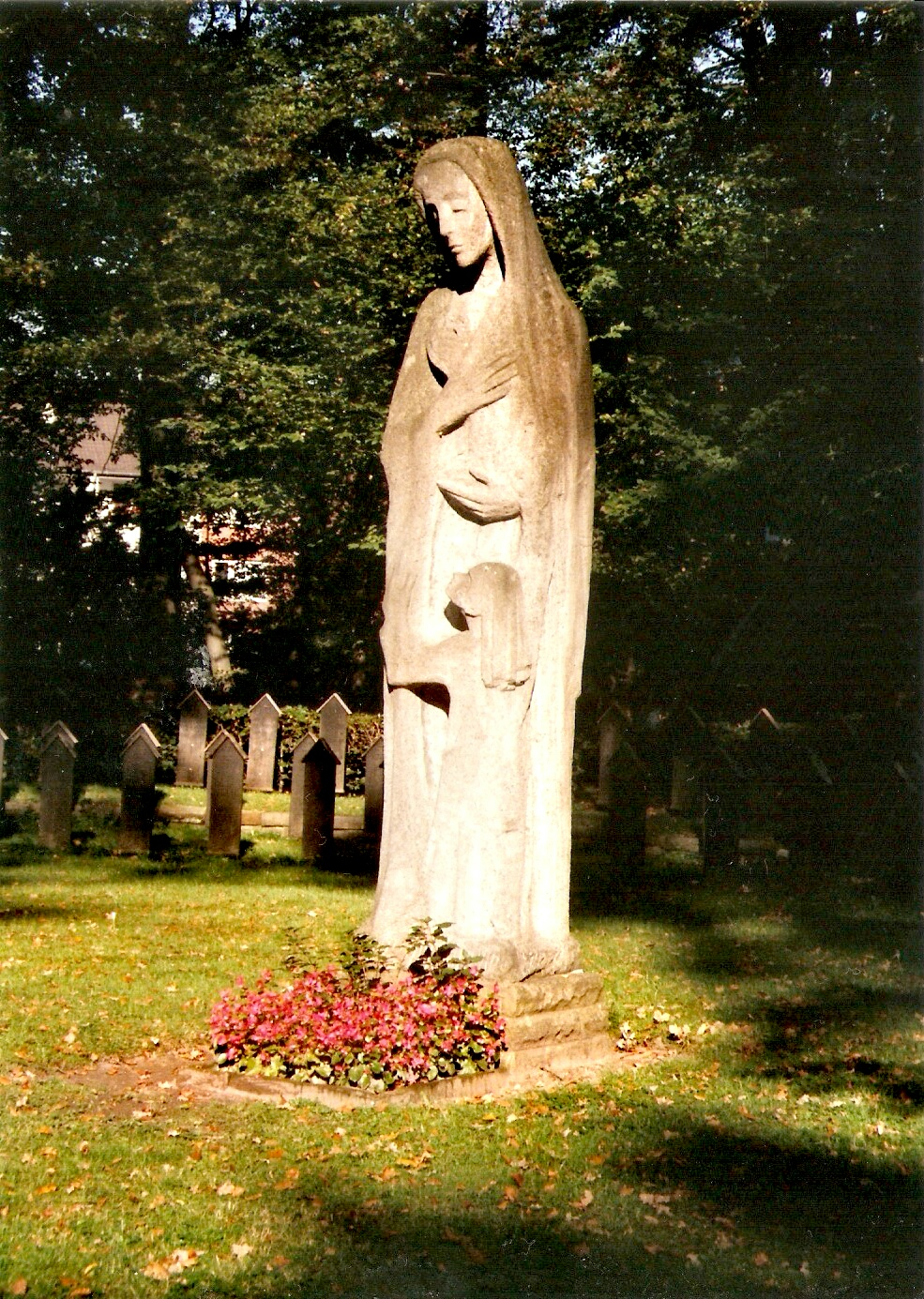
Joseph Krautwald: la madre

Una ricognizione fotografica eseguita dalla RAF il 12 aprile 1942 rivelò che erano stati distrutti 81 ettari di superfici edificate, vale a dire circa il 30% del totale (in realtà gli inglesi calcolarono di essere passati sul 45-50% della città). Nello specifico vennero demolite 1425 case, 1976 risultarono gravemente danneggiate, la fabbrica Drägewerke, che produceva ossigenatori per i marinai dei sottomarini, andò completamente distrutta, mentre altre tre fabbriche, la principale stazione ferroviaria, una centrale elettrica e numerose officine furono devastate dal fuoco. Numerosi magazzini e depositi, oltre alla periferia, riportarono seri danni e non fu risparmiato nemmeno il porto, rimasto paralizzato per dieci giorni.
Tutto ciò fu ottenuto con 146 tonnellate di bombe convenzionali e 163 tonnellate di ordigni incendiari. Lubecca, che al tempo contava 153.000 abitanti, subì la morte di 312 persone. La produzione industriale tuttavia si riprese velocemente, anche se non a pieno regime.

## Ricostruzione e memoriale
La rimozione delle macerie è proseguita oltre il 1948, quando ne rimanevano ancora 100 000 m³ in città. Le parti ricostruite e quelle sopravvissute della città vecchia sono oggi considerate patrimonio dell'umanità. Le campane che caddero dalla torre della Chiesa di Santa Maria e rimaste parzialmente fuse per il calore sviluppato dagli incendi sono state lasciate nella torre sud a ricordo dell'evento. La ricostruzione della Chiesa di Santa Maria terminò nel 1982, quella di San Pietro nel 1987.
Altri monumenti alla memoria delle persone che sono rimaste vittime dei bombardamenti si trovano nel Lubecca Ehrenfriedhof (cimitero). Il memoriale del bombardamento di Lubecca è una statua dello scultore Joseph Krautwald, commissionata nel 1960. La statua, denominata Die Mutter (la madre), mostra una donna vestita a lutto con due bambini piccoli.